# Comme un seul homme (album)
 (juillet 2017).
Si vous disposez d'ouvrages ou d'articles de référence ou si vous connaissez des sites web de qualité traitant du thème abordé ici, merci de compléter l'article en donnant les références utiles à sa vérifiabilité et en les liant à la section « Notes et références ».
Comme un seul homme est une compilation caritative sortie en 1998 chez Labels.
Elle est composée de 15 duos d'artistes de la scène indépendante française qui se mobilisent pour le don d'organes. Les bénéfices sont reversés à l'association France ADOT.

## Liste des titres
| 1.    | Canlandreta Laia                                                                        | Mathieu Boogaerts avec Les Fabulous Trobadors | 3:01 |
| 2.    | Le Coup de Jarnac                                                                       | Lucia et Jean-Louis Murat                     | 2:30 |
| 3.    | Si nous étions des amants                                                               | Philippe Katerine avec Autour de Lucie        | 2:21 |
| 4.    | Chanson/Refrain                                                                         | Polar avec Silvain Vanot                      | 3:14 |
| 5.    | Ma gueule (reprise de Johnny Hallyday)                                                  | Pascal Comelade avec Miossec                  | 4:04 |
| 6.    | Free Wheel                                                                              | Dominique A avec The Little Rabbits           | 5:40 |
| 7.    | Et si nous n'avions pas été là l'histoire aurait été la même mais racontée par d'autres | Daniel Darc avec Diabologum                   | 5:51 |
| 8.    | Nous voilà beaux                                                                        | The Married Monk avec Superflu                | 3:22 |
| 9.    | Ballade en novembre                                                                     | Laure Marsac avec Hervé Zerrouk               | 2:50 |
| 10.   | Doigts                                                                                  | Arielle avec les Innocents                    | 1:52 |
| 11.   | Tu ne dis rien                                                                          | Mercedes Audras avec Françoiz Breut           | 2:29 |
| 12.   | Pour que la mémoire du vent retienne nos chansons                                       | Pierre Barouh avec Ignatus                    | 3:06 |
| 13.   | La Négociation                                                                          | Charlélie Couture avec Fred Poulet            | 4:15 |
| 14.   | Paris le flore                                                                          | Louis Philippe avec Stuart Moxham             | 4:39 |
| 15.   | Violette et Margueritte                                                                 | Clarika avec Jean-Jacques Nyssen              | 2:06 |
| 51:20 |                                                                                         |                                               |      |